# Steinstraße (Rostock)

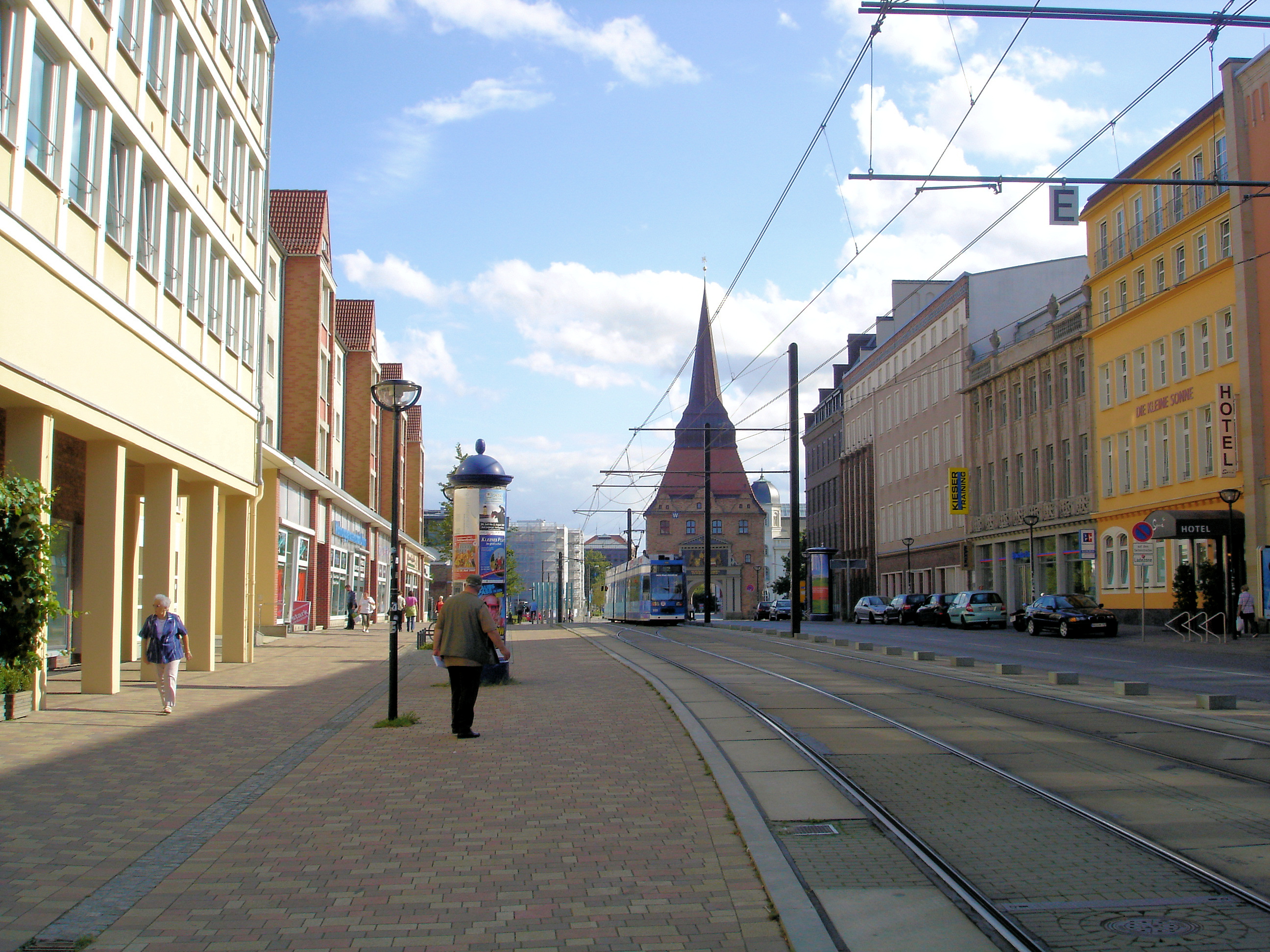
Steinstraße 2009 (Blick nach Süden)

Die Rostocker Steinstraße ist eine historische Straße im Stadtkern der Hansestadt. Sie verbindet den Neuen Markt im Norden mit dem Steintor im Süden, wo sich drei bedeutende Verbindungsstraßen kreuzen. Sie ist Teil der historischen Rostocker Mittelstadt.

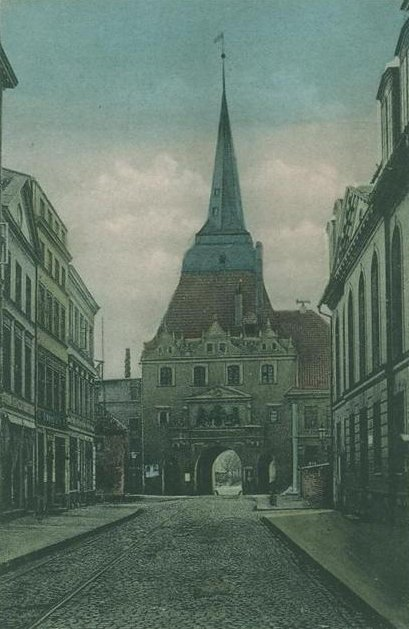
Steinstraße mit Blick auf das Steintor, 1900

Die Steinstraße wurde im Jahr 1316 erstmals erwähnt. Ihren Namen erhielt sie, weil sie eine der wenigen gepflasterten (steinernen) Straßen der Stadt war. Dieser gute Ausbauzustand kam zustande, weil die Fürsten über sie umweglos zum Hauptmarkt mit dem Rathaus und zur Marienkirche gelangen konnten. Wegen ihrer exponierten Lage war sie, insbesondere auf ihrer Ostseite, Domizil von Kaufleuten und wohlhabenden Handwerkern.
Seit dem Jahr 1881 fährt die Rostocker Straßenbahn, zunächst eingleisig, durch die Steinstraße. In den Bombennächten Ende April 1942 wurde die Steinstraße auf der Ostseite vollständig zerstört, auf der Westseite blieben nur drei Gebäude erhalten. Da die Steinstraße Teil des Konzepts zur Schaffung einer sozialistischen Magistrale, einer Aufmarschroute vom Steintor bis zum Kröpeliner Tor, war, wurde sie im Zuge des Wiederaufbaus drei Mal breiter angelegt als das historische Original und bot Platz für insgesamt vier Fahrspuren und die nunmehr zweigleisige Straßenbahn. Die  früher vorhandene Verbindung mit der Johannisstraße wurde verbaut. Auf östlicher Seite mündet kurz vor der Stadtmauer der Beginenberg in die Steinstraße ein. Die auf der Westseite erhaltenen, ursprünglichen Gebäude, darunter zwei Stahlskelettbauten des Laager Architekten Paul Korff, wurden in die Neubauten integriert.
Um die Steinstraße für Fußgänger attraktiver zu machen, wurde 2005 die Straße komplett umgebaut, die östlichen beiden Fahrspuren entfernt, und zu einem Gehweg umgestaltet. Bestandteil dieser Baumaßnahmen war auch, die Öffnung zur Johannisstraße wiederherzustellen. Dies wurde für Fußgänger durch einen Hausdurchgang realisiert.